# Кравцова, Мария Константиновна
Мария Константиновна Кравцова (урожд. Кизеева) (6 июля 1922 — 7 октября 2004) — звеньевая колхоза «Заветы Ильича» Канского района Красноярского края. Герой Социалистического Труда (14.02.1957).

## Биография
Родилась 6 июля 1922 года в деревне Городецк Городецкой волости Горецкого уезда Гомельской губернии РСФСР, ныне Михеевского сельсовета Дрибинского района Могилёвской области Белоруссии в семье начальника почтового отделения. Белоруска.
Окончила четыре класса школы. В 1935 году вместе с семьёй переехала в село Бражное Канского района Красноярского края.
Мария рано начала трудовую деятельность в 1937 году полеводом. Ответственно относилась к труду. Ей доверяли сложную работу в стахановской бригаде по выращиванию зерновых культур. В Великую Отечественную войну она возглавила работу звена по выращиванию пшеницы в колхозе «Заветы Ильича» в Канском районе Красноярского края. 
И в тяжёлые послевоенные годы её звено ударно трудилось, добиваясь высоких урожаев. А в 1947 году звено Кизеевой получило урожай пшеницы по 35,92 центнера с гектара на площади 8 гектаров.
Указом Президиума Верховного Совета СССР от 7 января 1948 года за получение высоких урожаев пшеницы и ржи, при выполнении колхозом обязательных поставок и натуроплаты за работу МТС в 1947 году и обеспеченности семенами зерновых культур для весеннего сева 1948 года Кизеевой Марии Константиновне присвоено звание Героя Социалистического Труда с вручением ордена Ленина и золотой медали «Серп и Молот».
В 1962 году Мария Кравцова (в замужестве) переехала жить в село Гутово Тогучинского района Новосибирской области, продолжала работала дояркой и телятницей в Гутовском совхозе.
Вышла на пенсию в 1972 году. 
Скончалась 7 октября 2004 года. Похоронена на кладбище в селе Гутово Тогучинский район Новосибирской области России.

## Награды
- Золотая медаль «Серп и Молот» (07.01.1948);
- орден Ленина (07.01.1948)
- орден Трудового Красного Знамени
- Медаль «В ознаменование 100-летия со дня рождения Владимира Ильича Ленина» (6 апреля 1970)
- Медаль «За доблестный труд в Великой Отечественной войне 1941—1945 гг.»
- Медаль «Ветеран труда»

- и другими
- Отмечена дипломами и почётными грамотами.

## Память
- На могиле установлен надгробный памятник
- Её имя увековечено в Главном Храме Вооружённых сил России, и навсегда запечатлено на мемориале «Дорога памяти»
- Её имя увековечено на мемориале Героям Советского Союза и Героям Социалистического Труда в городе Тогучин.